# Xylobiops basilaris
Xylobiops basilaris là một loài bọ cánh cứng trong họ Bostrichidae. Loài này được Say miêu tả khoa học năm 1824.